# Batalla de Benevent
La batalla de Benevent es va lliurar prop de Benevent, al sud d'Itàlia el 26 de febrer de 1266, entre les tropes de Carles d'Anjou i Manfred de Sicília. Manfred és derrotat i mort, i com a resultat és capturat el Regne de Sicília.

## Antecedents
El Papat ha estat durant molt temps en conflicte amb el Regne de Sicília de la Casa Imperial dels Hohenstaufen. La posició de Conrad al Regne de Sicília es va consolidar amb la captura de Nàpols l'octubre de 1253, però els seus esforços per arribar a un acord amb el papat van fracassar i va decidir envair Itàlia amb l'esperança de recuperar la totalitat dels dominis del seu pare però no va ser capaç de sotmetre els partidaris del papa Conrad va ser excomunicat el 1254, i va morir de malària el mateix any a Lavello, a la Basilicata. El seu fill Conradí de Sicília, que era jove i estava a Baviera continuaria la lluita amb el papat, de forma infructuosa i Alexandre IV va contraatacar oferint Sicília a Edmund el Geperut, fill d'Enric III d'Anglaterra. Manfred, després de refusar entregar Sicília a Innocenci IV, va acceptar la regència en nom de Conradí de Sicília, fill de Conrad, però el Papa Urbà IV estava decidit a treure-li el regne, i el 1263, va signar un tractat secret amb Carles d'Anjou, donant-li el tron sicilià.
Els gibel·lins sienesos van infligir una notable derrota als güelfs florentins en la batalla de Montaperti en 1260. Carles d'Anjou va arribar a Roma el 1265, però va ser detingut per problemes financers. Manfred no va atacar fins al gener de 1266, quan els exèrcits principals de Carles havien creuat els Alps. Alarmat per les desercions entre els seus i el temor a la traïció, Manfred va intentar dur a Carles a la batalla el més ràpid possible. Carles va intentar arribar a Càpua on era Manfred creuant perillosament els Apenins per trencar la línia de subministrament, però Manfred ho va saber i es va traslladar a l'altra banda del Calore Irpino, travessable només per un pont.

## Ordre de batalla
Carles d'Anjou havia dividit la seva cavalleria en tres "batalles". La infanteria i la primera batalla, de 900 cavallers de Provença es trobaven en la primera, comandada per Hug de Mirepoix i Felip de Montfort darrere d'ells la segona batalla, 400 italians i 1000 homes de Llenguadoc, i el centre de França, comandant Carles en persona; darrere d'ells, la tercera batalla d'uns 700 homes del Comtat de Flandes comandats per Gilles II de Trasignies i Robert III de Flandes.
Manfred de Sicília va adoptar disposicions similars. Els 10.000 arquers sarraïns estaven en el primera línia. Darrere d'ells, la primera batalla, 1200 mercenaris alemany armats amb abrics de plaques (una novetat en l'època) comandats pel seu cosí Giordano Lancia i Galvano d'Anglona. La segona batalla eren uns 1.000 mercenaris italians, i 300 Cavallers lleugers al comandament del seu oncle Galvano Lancia. La tercera batalla, de 1400 feudataris del Regne, estava comandada per Manfred.

## Batalla
La batalla va començar al matí, quan l'avançada dels arquers i Cavallers lleugers sarraïns va travessar el pont fent fugir la infanteria de Carles d'Anjou, però fugir en trobar-se la primera batalla. La primera batalla de Manfred va creuar el pont per contraatacar. Al principi els mercenaris alemanys semblaven imparables amb les seves plaques d'armadura, i Carles es va veure obligat a enviar la seva segona batalla. Els alemanys van seguir avançant, però els francesos van descobrir que la nova placa de l'armadura no protegeix les aixelles quan s'aixeca el braç, i els alemanys van ser ràpidament trencats.
La batalla es va tornar ràpidament en contra de Manfred. Les seves tropes es van veure obligades a travessar l'estret pont sobre el Calore Irpino. Quan la segona batalla va creuar el pont, Carles va ordenar a la seva tercera batalla carregar els flancs i van ser ràpidament destruïts. Després de la derrota dels italians, la majoria dels nobles de la tercera batalla de Manfred va desertar, deixant solament el rei i alguns fidels seguidors. Després de canviar la capa real amb el seu amic Tebaldo Annibaldi, Manfred i els seus seguidors van atacar van ser morts.

## Conseqüències
La destrucció de l'exèrcit de Manfred va marcar el col·lapse de l'imperi Hohenstaufen a Itàlia. La resta del Regne de Sicília va ser conquerida gairebé sense resistència. Instal·lat en el seu nou regne, Carles va esperar l'arribada de Conradí de Sicília, l'última esperança dels Hohenstaufen, que va provocar una revolta dels gibel·lins lluitant amb ell en la batalla de Tagliacozzo el 1268.